# Maria Chessa Lai

Maria Chessa Lai (Monti, Itàlia, 15 de febrer de 1922 – l'Alguer, 6 de febrer de 2012) és estat una mestra d'escola i rimadora sarda en alguerés, així com una figura assai destacada de la cultura catalana a l'ísola de Sardenya. Ha guanyat el premi Rafael Sari i també tres vegades el Premi Ozieri, atorgat anualment a la millor poesia nova escrita en una llengua minoritària sarda.
Chessa Lai ha estudiat a la Universitat de Sàsser i ensenyat a l’antiga escola primària del Sagrat Cor durant quatre dècades. Com a poeta bilingüe ha publicat les sues poesies simultàniament en la variant algueresa del català i en italià. La majorança de les sues publicacions s'han recollit juntes en el volum La Mia Mar, publicat el 2005.
Després de la sua mort, el 2012, és estat guardonada amb el Premi Memorial durant la cerimònia de presentació del premi Alghero Donna, celebrat a Roma.
Seixanta-nou dels seus poemes traduïts a l'anglès es van publicar l'any 2020, en una edició bilingüe català/anglès, sota el títol: ''Collected Poems/ Recull de poesies de l'Alguer''